# Lagotto romagnolo
Il lagotto romagnolo, o brevemente lagotto, è una razza canina dalle antiche origini italiane, che si è sviluppata nelle zone paludose del sud del delta del Po, specificamente nel ravennate e nelle pianure di Comacchio. Dotato di eccezionale olfatto, è l'unica razza al mondo specializzata nella cerca del tartufo; è un cane usato anche in antichità.
Lo standard del lagotto romagnolo è stato approvato dall'ENCI nel luglio 1992, mentre il 10 marzo 1995 la razza è stata riconosciuta a livello internazionale dalla Federazione Cinologica Internazionale (FCI); secondo la stessa FCI, la razza appartiene come classificazione al Gruppo 8: "Cani da riporto, cani da cerca, cani d'acqua".

## Origini

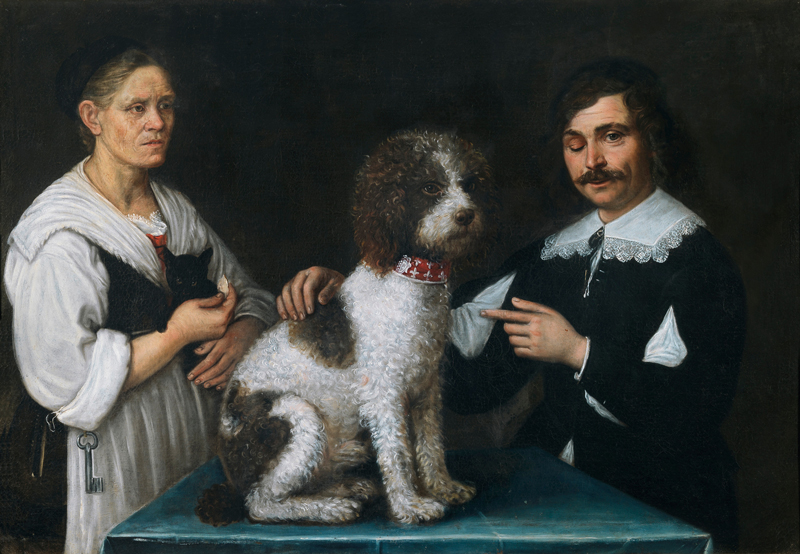
P.A. Barbieri, Ritratto del Guercino e della sorella Lucia Barbieri assieme a un cane lagotto

Il lagotto in origine era un cane da riporto d'acqua e il suo utilizzo era simile a quello di noti retriever; successivamente questa attitudine si è persa con la selezione a favore della cerca del tartufo.
Che si tratti di una razza con origini molto antiche lo si desume anche dal fatto che l'immagine di un cane rassomigliante all'attuale lagotto è stata ritrovata nella necropoli di Spina, importante città dell'Etruria padana.
L'insediamento della razza è antecedente a quello, nella penisola iberica, del Cane d'acqua portoghese, affine al lagotto romagnolo. Lo stesso Linneo testimonia la presenza di un cane molto simile all'attuale lagotto in epoca ben precedente la nascita dell'esemplare portoghese. In epoca romana e nelle epoche successive, tali cani si diffusero nella zona che va da Ravenna e dalle valli di Comacchio fino alla pianura friulana. 

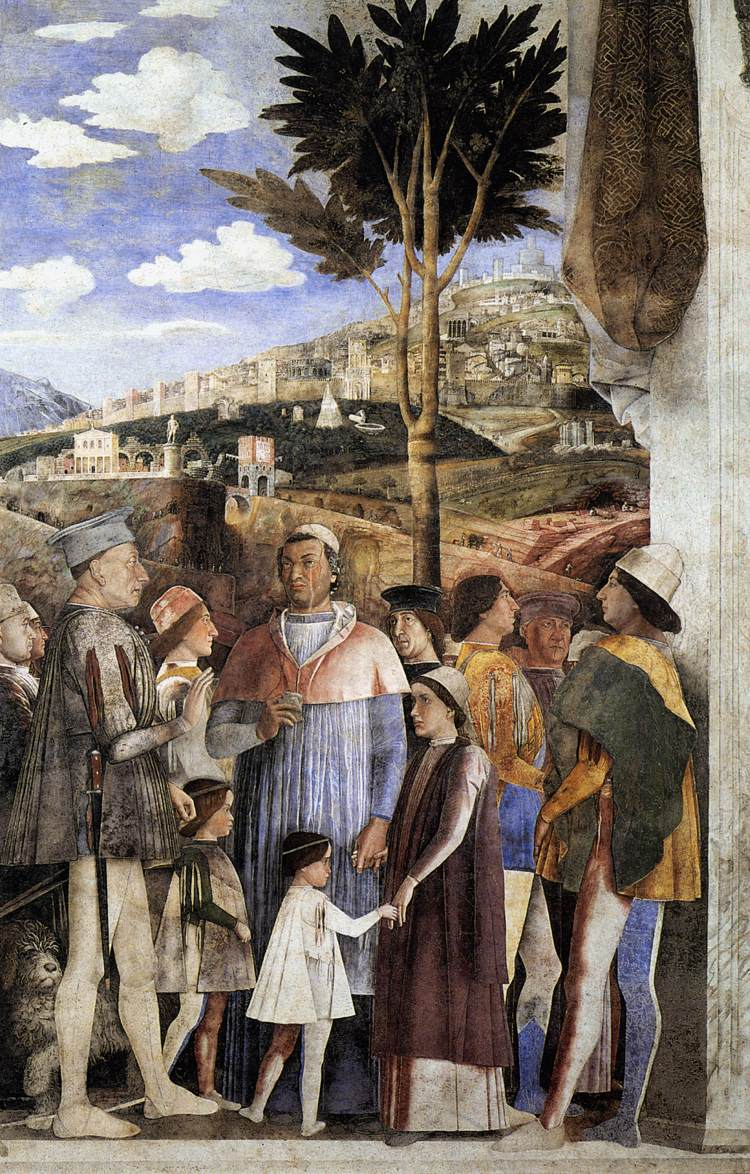
Parete dell'Incontro, parte dell'opera Camera degli Sposi di Andrea Mantegna (realizzata tra il 1465 e il 1474). Sullo sfondo, in basso a sinistra, un cane simile all'attuale lagotto.

In un famoso affresco del Mantegna, L'incontro, visibile nella Camera degli Sposi nel Palazzo Ducale di Mantova, osserviamo un cane del tutto simile all'attuale lagotto romagnolo. Inoltre, sono numerose le citazioni, in molti documenti a partire dal XVI secolo, di un cane da riporto riccioluto rassomigliante all'attuale lagotto.
Il nome della razza trarrebbe origine dalla lingua romagnola: “càn lagòt”, che significa: “cane da acqua”. Secondo altre fonti, le origini del nome deriverebbero invece dal termine dialettale con il quale si chiamano gli abitanti di un paesino delle valli di Comacchio, Lagosanto, detti appunto "lagotti": questa interpretazione viene riportata anche da Giovanni Morsiani, che a sua volta cita Gian F. Bonaveri in una pubblicazione del 1761 intitolata Della città di Comacchio delle sue lagune e pesche, dove si racconta che i valligiani usavano per il riporto della selvaggina dei cani bianchi dal pelo folto e riccio. 
Prima delle bonifiche dell'Ottocento, nelle valli di Comacchio e nelle zone paludose della Romagna, il cane veniva utilizzato per il riporto della selvaggina volatile (specie le folaghe). In questa attività un ruolo decisivo avevano il pelo e il sotto pelo della razza, che proteggevano l'animale dal contatto con l'acqua, spesso gelida, consentendogli una capacità di lavoro insuperabile.
Parallelamente a questa attività venatoria il lagotto svolgeva un'utile, ma meno nota, attività di ricerca del tartufo, allora ben più abbondante. Questa attività successivamente ha preso il sopravvento, fino a specializzare la razza in modo esclusivo nell'intero panorama mondiale, anche e soprattutto perché il lagotto è ottimamente addestrabile e possiede un'ottima cerca e un notevole olfatto.
Con la scomparsa, a causa delle bonifiche, delle valli paludose, si è persa la necessità di utilizzare il lagotto come cane da riporto. Inoltre, parallelamente alla sostituzione nelle vigne dei supporti in legno a favore di quelli in cemento e con l'impoverimento dei boschi in pianura, si è avuta la scomparsa dei tartufi nelle zone pianeggianti. A seguito di questa circostanza, la cerca del tartufo si è spostata in zone più collinari e boschive, e ancora una volta l'adattabilità della razza si è dimostrata preziosa: il pelo e il sotto pelo proteggono infatti l'animale dalle spine, spesso presenti nel sottobosco.

## XX secolo
Negli anni settanta, grazie all'attività di quattro appassionati ed esperti cinofili, la razza cominciò a riacquistare l'originale purezza, che gli accoppiamenti con altre razze avevano in parte compromesso. I quattro autori della rinascita della razza furono Quintino Toschi, presidente del locale gruppo cinofilo di Imola, Francesco Ballotta, allevatore e giudice ENCI, Antonio Morsiani, cinologo, giudice ed allevatore e Lodovico Babini, esperto cinofilo romagnolo.

Grazie ad essi la razza si avviò verso una rinascita; rinascita che ha il suo apice nel 1988 con la nascita del Club italiano lagotto, che annovera oggi centinaia di iscritti. Il Club italiano lagotto ha contribuito in modo decisivo per ottenere il riconoscimento internazionale definitivo da parte della FCI. Inoltre ha parallelamente contribuito allo sviluppo internazionale degli iscritti della razza nei Club nazionali, in paesi come la Svizzera, l'Austria, l'Olanda, la Germania, la Francia, la Finlandia, la Svezia, la Norvegia, la Danimarca, la Gran Bretagna, la Slovenia, la Croazia, l'Ungheria, la Repubblica di San Marino, la Spagna, gli USA, l'Australia, la Nuova Zelanda e il Sudafrica. Con lo scopo di unire a livello internazionale i clubs e gli appassionati di questa antichissima razza il Club italiano lagotto, su proposta del suo presidente Giovanni Morsiani, ha fondato l'UMLAG (Unione mondiale dei clubs del lagotto).
I cuccioli iscritti all'ENCI già nel 2002 superavano la quota di 900. Nel 2011 i cuccioli iscritti in un anno hanno superato le 1800 unità.
Lo standard morfo-funzionale e lo standard morfologico ufficiale della razza è stato redatto nel 1991 da Antonio Morsiani, grande cinologo scomparso nel 1995. I commenti allo standard, indispensabile studio di zoognostica canina (cinognostica) applicato alla razza, sono stati redatti dal figlio di Antonio,  Giovanni Morsiani e pubblicati nel suo libro sul lagotto romagnolo edito nel 1996 da Mursia - Milano.
Fin dal 1992 il Club Italiano Lagotto ha inoltre iniziato il controllo ufficiale della displasia dell'anca in collaborazione con la CE.LE.MA.SCHE fondata dal Dr. Cesare Pareschi di Ferrara e la SCIVAC diretta dal Dr. Aldo Vezzoni di Cremona, effettuando anche controlli per le principali patologie ereditarie cardiache e oculari.
Infine, vengono organizzate, su tutto il territorio italiano da parte del Club Italiano Lagotto, le prove attitudinali di cerca del tartufo nel tentativo di migliorare le eccellenti qualità funzionali della razza. Dal 2012 le Prove di Cerca del Tartufo riservate al lagotto romagnolo sono state ufficialmente riconosciute dall'ENCI e, a conclusione di un iter durato oltre trent'anni, il Club Italiano Lagotto vede la formazione di 12 nuovi giudici di prove, tutti esperti allevatori di lagotti e tartufai spesso da generazioni, integralmente formatisi al suo interno e che vanno ad aggiungersi ai giudici specialisti storici già attivi da anni in esposizione e prove di lavoro di questa razza.

## Descrizione
Cane di media-piccola taglia, con buone proporzioni, di profilo forma un quadrato quasi perfetto. È di aspetto forte, robusto e rustico allo stesso tempo. Il lagotto ha grandi occhi rotondi, in ogni sfumatura di colore che va dal giallo scuro al marrone scuro.
Il pelo è lanoso riccio ed uniformemente distribuito su tutto il corpo; può essere bianco sporco uniforme, bianco con macchie marroni, roano, marrone fegato uniforme, arancio unicolore e in varie combinazioni di tinte; spesso mostra macchie bianche che si sviluppano in età adulta. Il pelo è a crescita continua e deve essere periodicamente tagliato altrimenti forma dei cordoni. Il lagotto è praticamente esente da muta, il sottopelo rimane aggrovigliato al pelo di copertura. È sufficiente una regolare toelettatura una o due volte l'anno.
L'aspetto del pelo ricorda il barboncino, anche se l'aspetto del lagotto deve essere rustico e non "salottiero"; la coda non è mai arrotolata.
I maschi devono avere una altezza al garrese di 43–49 cm (ideale 46 cm) e devono pesare 13–16 kg. Le femmine devono avere una altezza al garrese di 41–46 cm (43 cm è l'ideale) e un peso di 11–14 kg. Tolleranza di 1 cm in più o in meno.
Dallo standard:
La conformazione generale è quella di un leggero mesomorfo il cui tronco sta nel quadrato, armonico rispetto al formato (eterometria) e disarmonico rispetto ai profili (alloidismo). L'altezza del costato è alquanto inferiore al 50% dell'altezza al garrese e può sfiorare il 44% di tale altezza.

### Lo standard della razza
Lo standard della razza: lagotto romagnolo, è stato approvato dall'E.N.C.I. nel luglio 1992 ed è l'unico valido in tutti i paesi della F.C.I. Le traduzioni letterali del testo in tedesco, francese, inglese e spagnolo sono state approvate dalla F.C.I. il 10 marzo 1995. Lo stesso giorno la razza è stata riconosciuta a livello internazionale.
Infine, dopo 28 anni di impegno e lavoro degli appassionati, la razza viene riconosciuta a livello internazionale; infatti, in data 6 luglio 2005, l'Assemblea Generale della F.C.I. riunitasi a Buenos Aires (Argentina), approva definitivamente la razza a livello mondiale: lagotto romagnolo.
Secondo la classificazione F.C.I. la razza lagotto romagnolo appartiene al gruppo: Gruppo 8º - cani da riporto, da cerca e da acqua. Sezione 3º cani da acqua, N. 325/bis.

### Lo standard da lavoro
Il regolamento delle prove da lavoro per il lagotto romagnolo prevede 16 articoli.

## Temperamento
Il lagotto è nato per lavorare attivamente. In genere hanno un sensorio molto acuto.
Sono molto fedeli e amorevoli cosa che lo rende un cane da compagnia ideale per la famiglia. Essi sono estremamente adatti all'addestramento. Vanno molto facilmente d'accordo con altri animali, se socializzati fin dalla giovane età. Il lagotto ha bisogno di molto esercizio e devono sempre essere impegnati in un lavoro. Hanno un istinto naturale per il recupero e in genere non vengono disturbati dal gioco o da altri animali selvatici.
Oggi il lagotto viene allevato soprattutto come cane da ricerca del tartufo e non come cane da caccia o da riporto. Infatti, il loro olfatto molto sviluppato li rende eccellenti cani da ricerca.
Sono, inoltre, eccellenti nuotatori che non mostrano esitazione in qualunque tipo di ambiente acquatico. Hanno un mantello molto impermeabile che li rende capaci di lavorare a lungo in acque anche gelide.
È una razza facilmente addestrabile a vari compiti; ha scarsa propensione all'abbaio e non è aggressivo verso i consimili.
Il lagotto ama scavare e deve essere istruito a non scavare nei giardini; molti proprietari creano loro un angolo apposito per consentire loro di soddisfare le esigenze di scavatori.

## Diffusione
Inizialmente presente solo in Romagna, ora ci sono allevamenti in tutta Italia e all'estero. L'elenco degli allevatori (tutte le razze) iscritti all'ENCI comprende diversi allevamenti dedicati alla razza.
A tutto il 31 dicembre 2011 risultavano iscritti oltre 1800 cuccioli nel libro delle Statistiche della popolazione canina iscritta all'ENCI.
All'estero negli anni si sono costituiti diversi Club di razza:
- Canada[11]
- Francia[12]
- Finlandia[13]
- Germania[14]
- Norvegia[15]

- Paesi Bassi[16]
- Regno Unito[17]
- Svezia[18]
- Svizzera[19]
- USA[20]

- Australia
- Nuova Zelanda

## Patologie
Il lagotto vive mediamente circa 16 anni. È un cane molto rustico con pochi problemi di salute; le possibili patologie genetiche di cui può soffrire sono:
- Displasia dell'anca
- Epilessia familiare giovanile[21][22]
- Atrofia corticale cerebellare[22][23]

## Galleria d'immagini

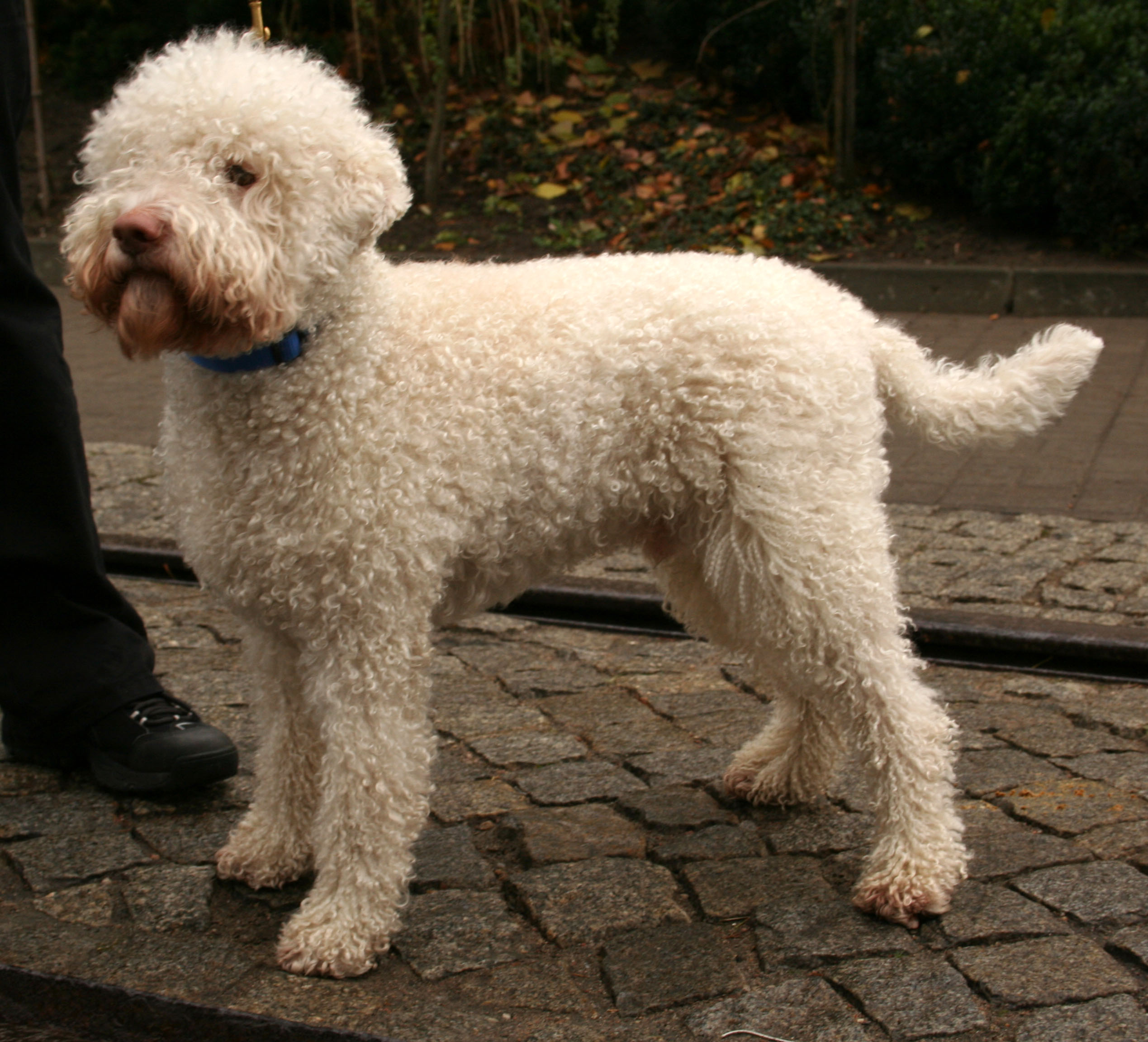
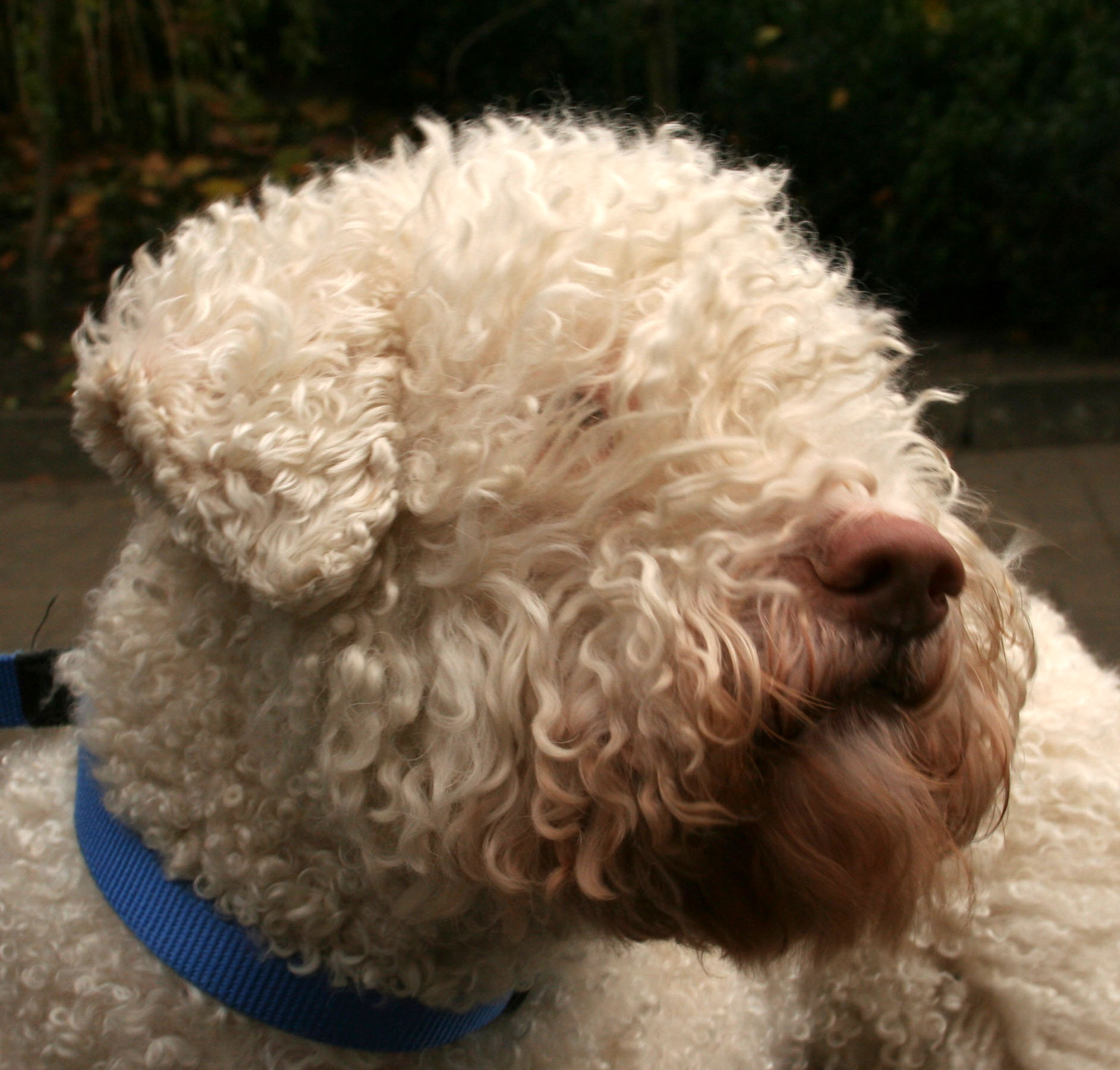
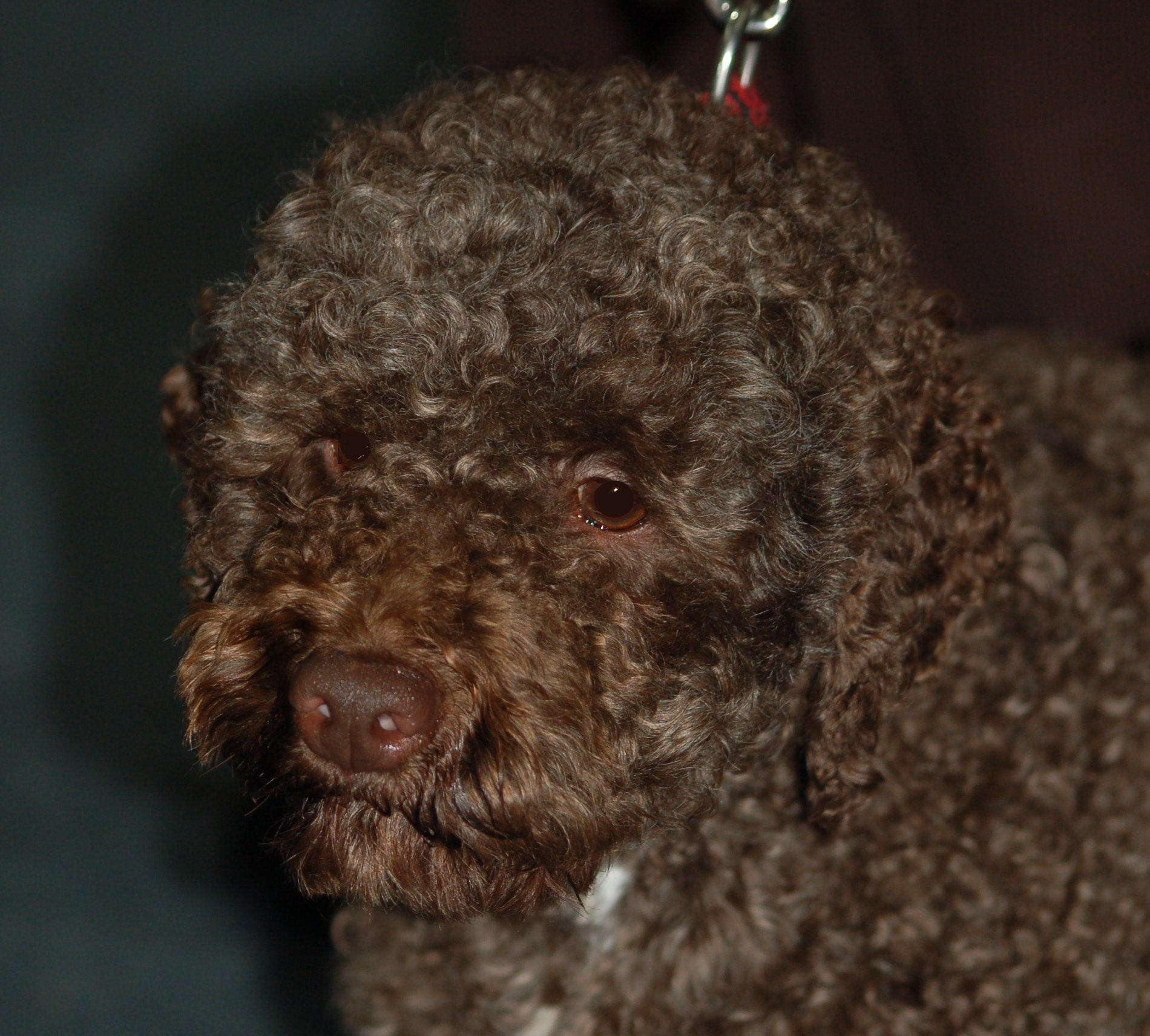
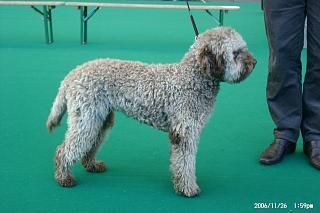
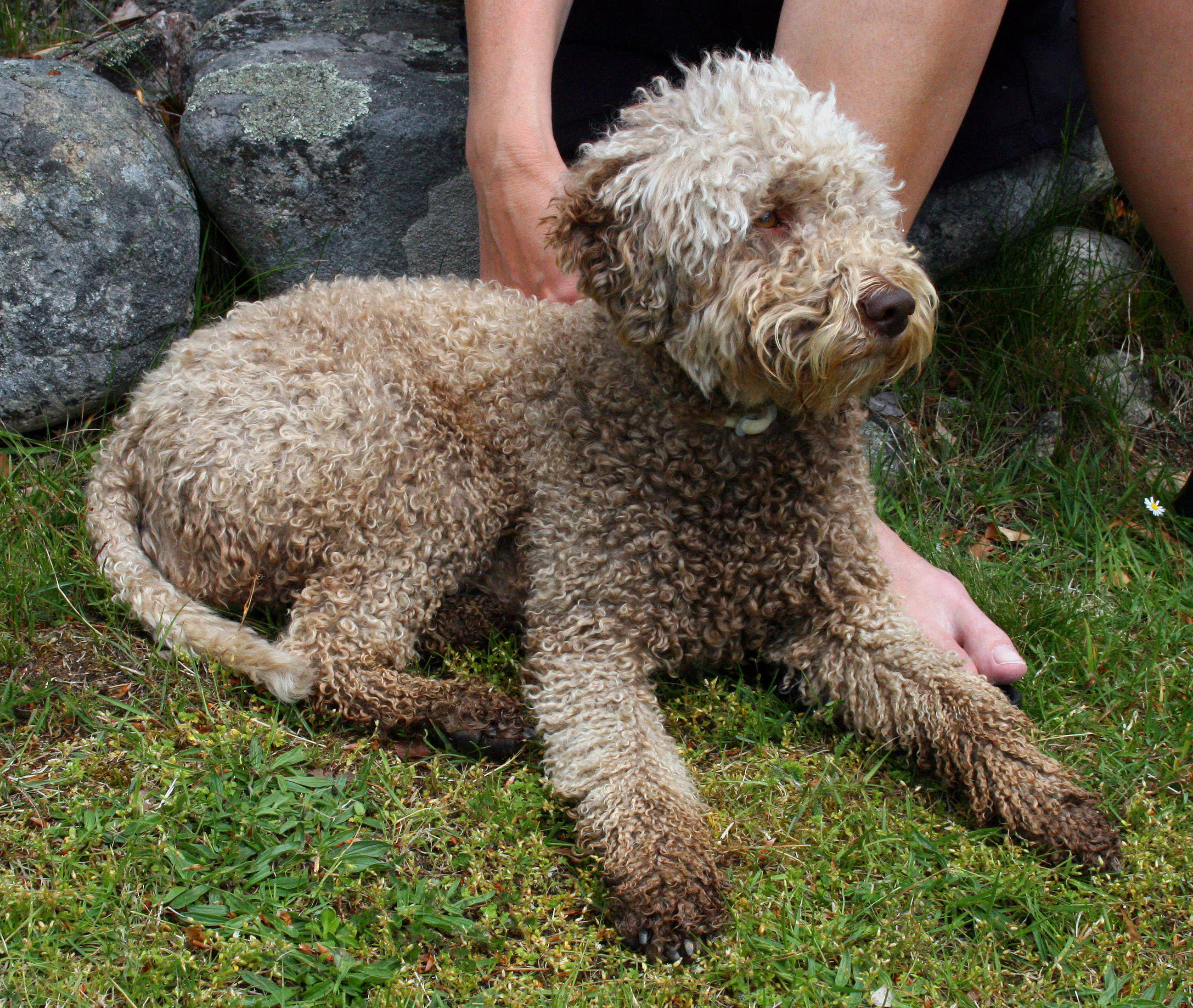
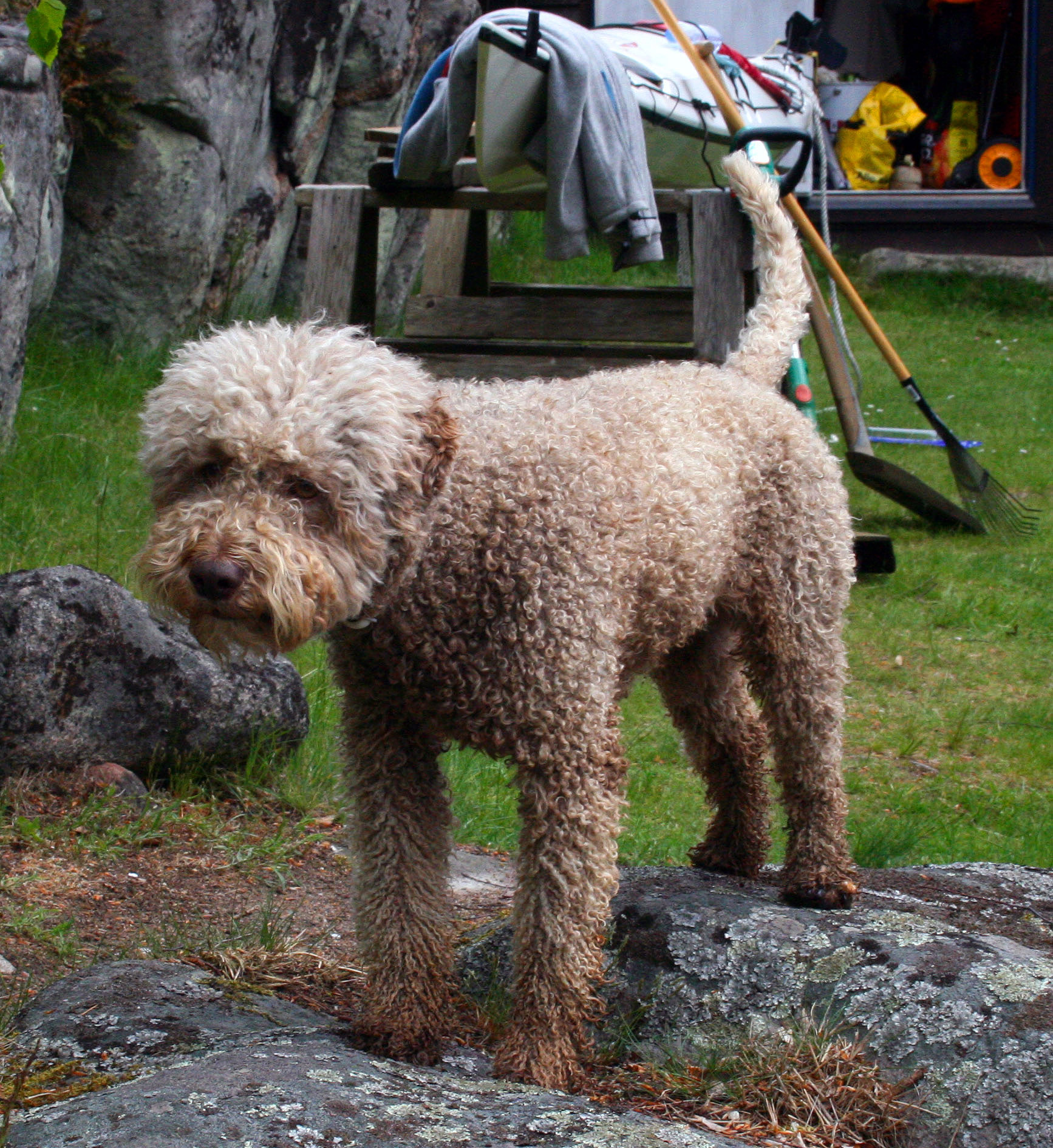
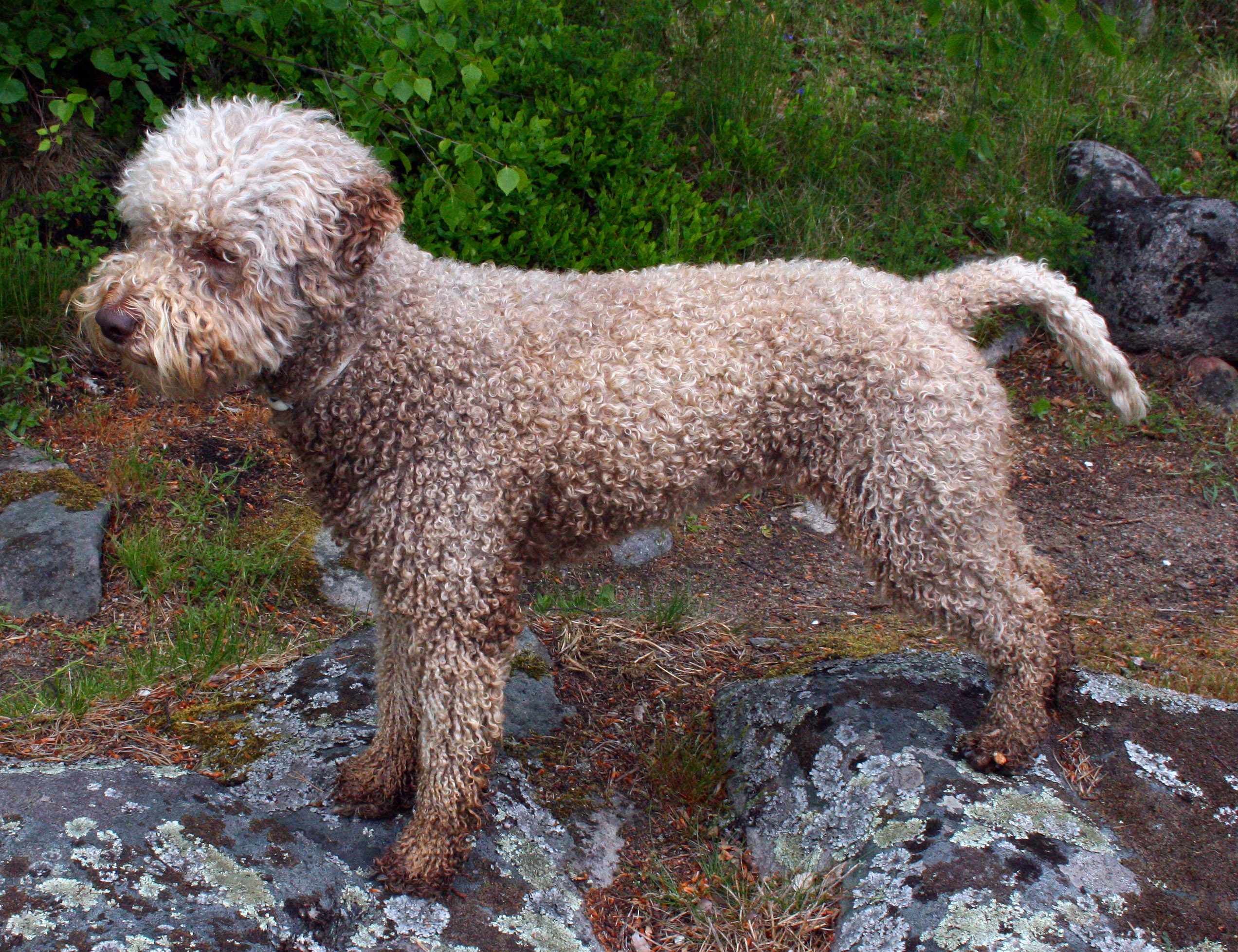
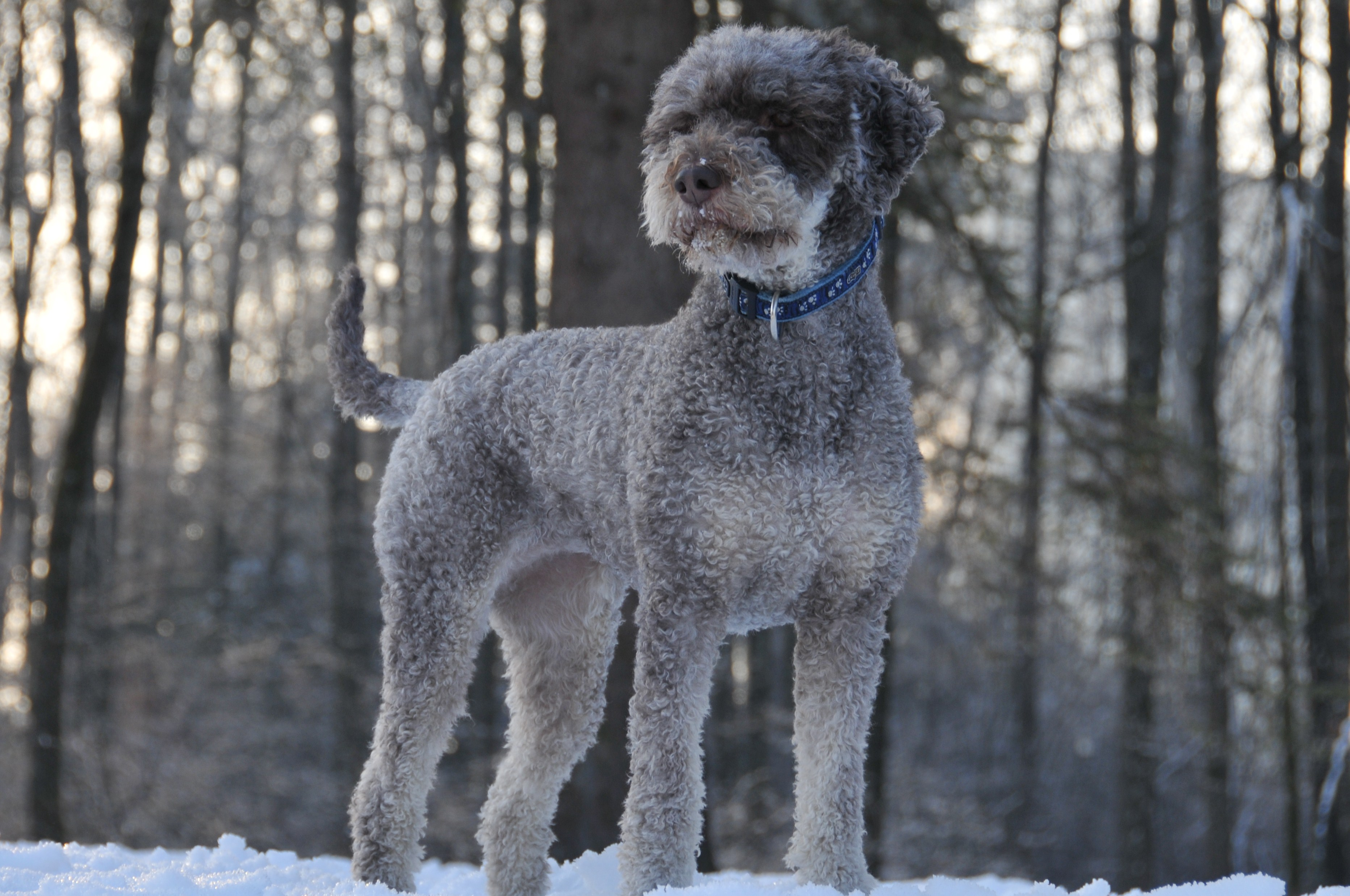
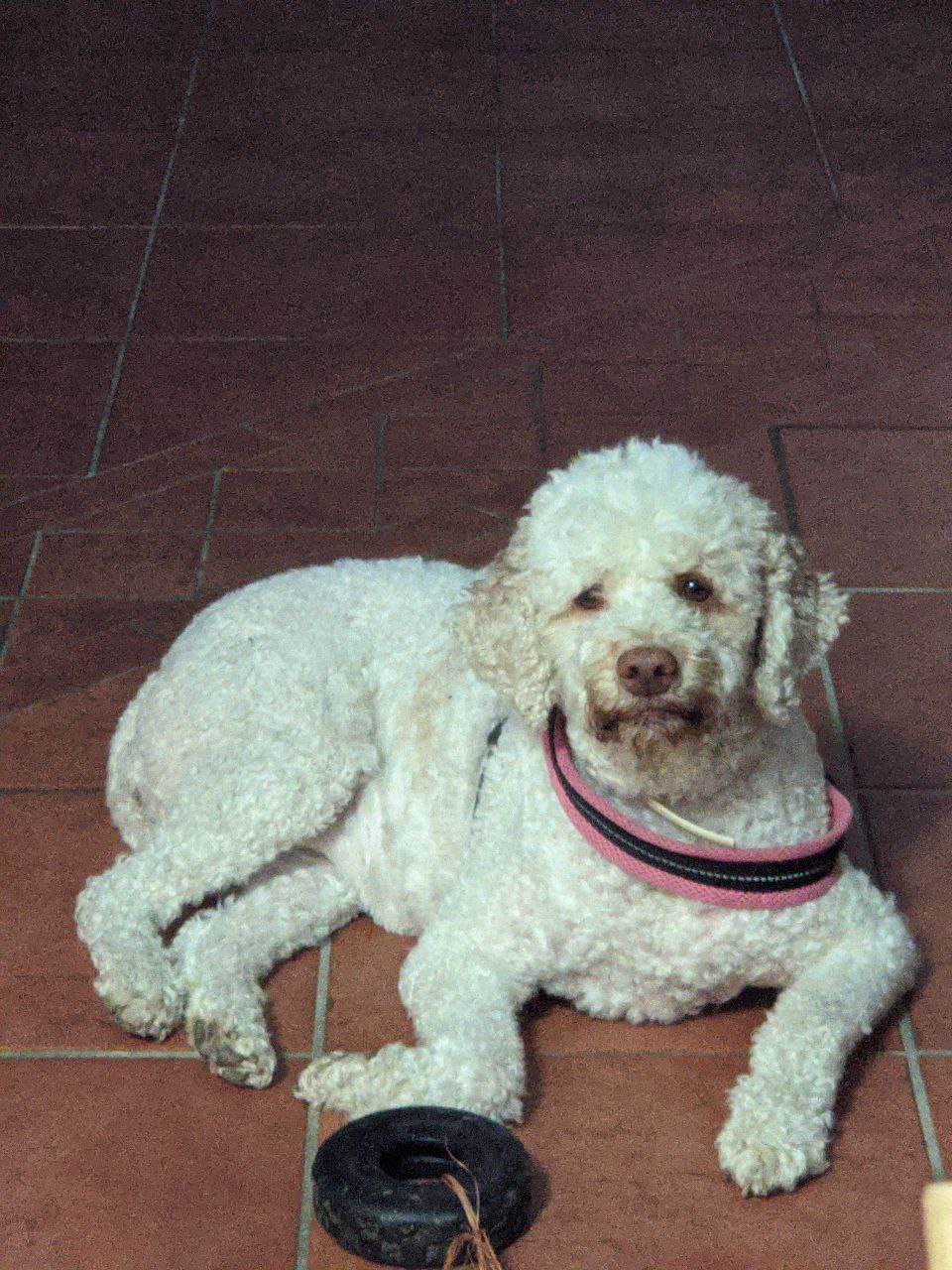